# Katamari wa Damacy
Katamari wa Damacy (塊は魂, Katamari wa Damashii) é a trilha sonora oficial do jogo We Love Katamari da série Katamari para o video game PlayStation 2.
Ele foi lançado no Japão em 20 de Julho de 2005 e traz músicas de compositores da Namco, como Yū Miyake, Akitaka Tohyama, Asuka Sakai, Hideki Tobeta, e Katsuro Tajima. Também incluem outros artistas japoneses conhecidos, como DOKAKA, Illreme, Arisa, Kirinji, YOU, Karie Kahimi, Maki Nomiya e Shigeru Matsuzaki.
Este álbum não inclui todas as músicas do jogo, omitindo muitas que são apenas instrumentais, que podem ser ouvidas durante algumas fases. No entanto, essas omissões foram adicionadas mais tarde em um segundo disco da trilha sonora do jogo Me & My Katamari para o Video game PSP.

## Faixas
| Faixa # | Música                        | Artista | Duração |
| ------- | ----------------------------- | --- | ------- |
| 1       | Introduction                  | Akitaka Toyama                                                                                              | 0:26    |
| 2       | Katamari on the Rocks         | DOKAKA | 6:39    |
| 3       | Overture II                   | Asuka Sakai & Yū Miyake                                                                                     | 1:18    |
| 4       | Katamari on the Swing         | Shigeru Matsuzaki                                                                                           | 4:42    |
| 5       | Kuru Kuru Rock                | Illreme | 5:12    |
| 6       | Everlasting Love              | Alisa | 4:47    |
| 7       | Bluff Spirit                  | Kirinji | 5:34    |
| 8       | Beautiful Star                | Yū Miyake                                                                                                   | 3:10    |
| 9       | Angel Rain                    | YOU | 7:13    |
| 10      | Houston                       | Katamari Robo                                                                                               | 4:18    |
| 11      | Blue Orb                      | Kahimi Karie                                                                                                | 5:02    |
| 12      | Katamari Holiday              | Yuusama | 5:39    |
| 13      | Baby Universe                 | Maki Nomiya                                                                                                 | 5:08    |
| 14      | Disco Prince                  | Kenji Ninuma                                                                                                | 7:03    |
| 15      | Sunbaked Savannah             | John the Dog, Bigmouth the Duck, Yuuhi the Crow, Pe the Goat, Booby the Pig, Sexy the Cat, and Nyuu the Cow | 5:34    |
| 16      | The Royal Academy of Katamari | Katsuro Tajima                                                                                              | 3:38    |
| 17      | A Song for the King of Kings  | Kitomu Miyazaki                                                                                             | 4:43    |
|         | I Love You (Faixa escondida)  | desconhecido                                                                                                | 0:17    |